# Тіріс-Усманово
Тірі́с-Усма́ново (рос. Тирис-Усманово) — село у складі Абдулинського міського округу Оренбурзької області, Росія.

## Населення
Населення — 516 осіб (2010; 666 у 2002).
Національний склад (станом на 2002 рік):
- татари — 96 %